# Liste von Rebsorten/R
Legende, Erläuterungen und Quellen: Siehe Hauptartikel!
Hinweise zu Änderungen bzw. Ergänzungen siehe Diskussion.
| Rebsorte - wichtige Synonyme | VIVC | Bild | Verw.   | H.      | Spe.  | Abstammung                                                   | Zü.J. | ha 2016 | Anbauländer |
| --- | ---- | ---- | ------- | ------- | ----- | ------------------------------------------------------------ | ----- | ------- | --- |
| Rabigato Moreno |      |      | WWT     | PRT     | V.Vi. |                                                              |       | 1       | Portugal |
| Rabigato - Baldoeira, Baldsena, Camarate, Carrega Besta, Rabigato Franco |      |      | WWT     | PRT     | V.Vi. |                                                              |       | 1.969   | Portugal |
| Rabo de Anho |      |      | RWT     | PRT     | V.Vi. |                                                              |       | 86      | Portugal |
| Rabo de Lobo |      |      | RWT     | PRT     | V.Vi. |                                                              |       | 3       | Portugal |
| Rabo de Ovelha |      |      | WWT     | PRT     | V.Vi. |                                                              |       | 563     | Portugal |
| Raboso Piave - Friularo di Bagnoli, Nostrato Nero, Raboso |      |      | RWT     | ITA     | V.Vi. |                                                              |       | 665     | Italien, Argentinien |
| Raboso Veronese - Raboso Nero Veronese, Friulara, Rifosco |      |      | RWT     | ITA     | V.Vi. | Raboso Piave × Marzemina Bianca                              |       | 295     | Italien |
| Raboso - Rabosa, Rabosa Friulara, Rabosa Nera, Raboso |      |      | RWT     | ITA     | V.Vi. |                                                              |       |         | |
| Räuschling Weiss - Raeschling |      |      | WWT     | CHE     | V.Vi. | ? × Heunisch Weiss                                           |       | 23      | Schweiz |
| Raffiat de Moncade |      |      | WWT     | FRA     | V.Vi. | Heunisch Weiss × Bouchalés                                   |       | 6       | Frankreich |
| Ramisco - Ramisco de Colares, Ramisco Tinto |      |      | RWT     | PRT     | V.Vi. |                                                              |       | 34      | Portugal |
| Ranfol Beli - Divjak, Divljak, Plavis, Praskava Belina, Ramfol, Ranfol, Ranfol Bijeli, Sremska Lipovina, Ranfol |      |      | WWT     | SVN     | V.Vi. | Vulpea × Heunisch Weiss                                      |       | 133     | Kroatien |
| Rathay |      |      | RWT     | AUT     | V.Vi. | Blauburger × Klosterneuburg 1189- 9- 77                      | 1970  | 9       | Österreich |
| Ratinho |      |      | WWT     | PRT     | V.Vi. | Malvasia Fina × Siria                                        |       | 84      | Portugal |
| Ravat Blanc |      |      | WWT     | FRA     | I. C. | Seibel 5474 × Chardonnay                                     |       | 6       | Frankreich |
| Ravat Noir - Ravat |      |      | RWT     | FRA     | I. C. | Seibel 8365 × Pinot Noir                                     |       | 1       | Frankreich |
| Rayon d’Or |      |      | WWT     | FRA     | I. C. | Seibel 405 × Aramon du Gard                                  |       | 6       | Frankreich |
| Reberger |      |      | RWT     | DEU     | V.Vi. | Regent × Blaufränkisch                                       | 1986  | 2       | |
| Rebo - Incrocio Rigotti 107- 3, Rigotti 107-3 |      |      | RWT     | ITA     | V.Vi. | Merlot × Teroldego                                           | 1960  | 92      | Rumänien, Brasilien, Italien |
| Recantina |      |      | RWT     |         |       |                                                              |       | 4       | Italien |
| Red Globe - Globo Rojo, Hong Ti Qui, Redglobe |      |      | TT      | USA     | V.Vi. | Olmo L12- 80 × (Hunisia × Emperor) × Nocera                  | 1957  | 242     | Peru, Ethiopia |
| Red Semillon - Red Semillon, Semilion, Semilao, Semigion |      |      | WWT     |         | V.Vi. |                                                              |       | 10      | Südafrika |
| Refosco - Cagnina, Dolcedo Blau, Drobni Rifoshk, Grosse Syrah, Refosk |      |      | RWT     | ITA     | V.Vi. |                                                              |       | 1.341   | |
| Refosco dal Peduncolo Rosso - Peteljcice, Refosc dal Pecol Rosso, Refosco, Teran Crvene, Teran Crvene Peteljcice |      |      | RWT     | ITA     | V.Vi. |                                                              |       | 1.272   | Brasilien, Italien, Griechenland |
| Refosco di Faedis - Refosco Nostrano |      |      | RWT     |         |       |                                                              |       | 185     | Italien |
| Refren |      |      | TT      | HUN     | I. C. | Gloria Hungariae × Aurore                                    | 1964  | 0       | Ungarn |
| Regent |      |      | RWT     | DEU     | V.Vi. | Diana × Chambourcin                                          | 1967  | 1.974   | Deutschland, Ungarn, Vereinigtes Königreich, Rumänien, Schweiz, Italien |
| Regina |      |      | WWT     |         | V.Vi. |                                                              |       | 321     | Italien |
| Regner |      |      | WWT     | DEU     | V.Vi. | Ingrams Muscat × Müller-Thurgau                              | 1929  | 21      | Deutschland, Vereinigtes Königreich |
| Reichensteiner - Rajhenstajner |      |      | WWT     | DEU     | V.Vi. | Müller-Thurgau × Madeleine Angevine × Weisser Calabreser     | 1939  | 120     | Deutschland, Vereinigtes Königreich, Kanada, Neuseeland |
| Reliance |      |      | WWT, TT | USA     | I. C. | Ontario × Suffolk Red                                        | 1964  | 4       | USA |
| Retagliado Bianco |      |      | WWT, TT | ITA     | V.Vi. |                                                              |       | 11      | Italien |
| Resi - Resi |      |      | WWT     | CHE     | V.Vi. |                                                              |       |         | |
| Ribier - Petit Ribier, Petit Rouvier, Revier D"Anjou |      |      | RWT, TT | FRA     | V.Vi. |                                                              |       |         | |
| Ribol |      |      | RWT, TT | FRA     | V.Vi. | Olivette Blanche × Alphonse Lavallee                         | 1958  | 141     | Frankreich |
| Ribolla Gialla - Avola, Gargania, Garganja, Jarbola, Pignolo, Rebula |      |      | WWT     | ITA     | V.Vi. |                                                              |       | 959     | Italien, Slowenien |
| Riesel |      |      | WWT     | CHE     | V.Vi. | Riesling x unbekannter Resistenzpartner                      | 1989  |         | Schweiz |
| Rieslaner - Mainriesling |      |      | WWT     | DEU     | V.Vi. | Silvaner Grün × Riesling Weiss                               | 1921  | 73      | Deutschland |
| Rieslina |      |      | WWT     | ARG     | V.Vi. | Riesling Weiss × Gargiulo 377                                |       | 103     | Argentinien |
| Riesling Weiss - Riesling, Johannisberger, Johannisberg, Johannisberg Riesling, Klingenberger, Ryzlink Rynsky, Weißer Riesling, Weisser Riesling, White Riesling, Renski Rizling, Rajinski Rizling,J. Riesling, Riesling de Rhin, Riesling Renan, Riesling-Lion, Rizling Rynsky, Rynsky Riesling |      |      | WWT     | DEU     | V.Vi. | Heunisch × Vitis vinifera subsp. sylvestris × Traminer-Klon  |       | 59.805  | Anbauländer Spanien, Chile, Deutschland, Ungarn, Vereinigtes Königreich, Moldawien, Ukraine, Frankreich, Russische Föderation, Kasachstan, Schweiz, Brasilien, Portugal, Italien, Türkei, USA, Argentinien, Griechenland, Uruguay, Südafrika, Australien, Österreich, Kanada, China, Kroatien, Tschechien, Japan, Luxemburg, Neuseeland, Slowakei, Slowenien |
| Riesus - Riesus |      |      | WWT     | UKR     | I. C. | Riesling × Roucaneuf                                         |       | 115     | Russische Föderation |
| Riminese di Porto Ercole - Riminese |      |      | WWT     | ITA     | V.Vi. |                                                              |       |         | |
| Rio Grande |      |      | WWT     | PRT     | V.Vi. | Diagalves × Fernao Pires                                     |       | 0       | Portugal |
| Ripolo - Ripala, Ripoli, Uva Ripola |      |      | WWT     | ITA     | V.Vi. |                                                              |       | 1       | Italien |
| Riton |      |      | WWT     | MDA     | I. C. | Villard Blanc × Gewürztraminer                               |       | 568     | Moldawien, Russische Föderation |
| Rkatsiteli - Mamali Rkaziteli, Mamami Erkaciteli, Mamoli Rkaciteli, Mamoli Rkatsitelli, Rca Tziteli, Rcaciteli, Rcatzitelli, Rcaziteli, Rka Tziteli, Rkachiteli Bianco, Rkaciteli, Rkaciteli Bijeli, Ruzinskii, Tapolek, Topolek, Topoliok, Topolyok, Zweiabazer                                 |      |      | WWT, TT | GEO     | V.Vi. |                                                              |       | 51.374  | Moldawien, Ukraine, Rumänien, Russische Föderation, Kasachstan, Georgien, Armenia, Bulgarien, Kroatien |
| Rkatziteli Okhrakhoucha - Rkaziteli, Rkatiteli, Rkaciteli, Rkaziteli |      |      | WWT     | RUS     |       |                                                              |       |         | |
| Robola - Robbola, Rombola, Rompola, Rombola |      |      | WWT     | GRC     | V.Vi. |                                                              |       | 152     | Griechenland |
| Roditis Red |      |      | RWT, TT | GRC     | V.Vi. |                                                              |       | 828     | Griechenland |
| Roditis - Rhodites, Rhoditi, Rhoditis, Rodea Stafyli, Rodites, Roditi |      |      | WWT, TT | GRC     | V.Vi. |                                                              |       | 8.463   | Griechenland |
| Roesler |      |      | RWT     | AUT     | V.Vi. | Zweigelt Blau × Klosterneuburg 1189- 9- 77                   | 1970  | 160     | Österreich |
| Roi des Noirs - Feketek Kiralya, Le Sequanais, Le Sequanias, Pannonhalmi Kek, Seibel 4643 |      |      | RWT     | FRA     | I. C. | Seibel 29 × Danugü                                           |       |         | Frankreich |
| Rojal Tinta - Rojal |      |      | RWT     | ESP     | V.Vi. |                                                              |       | 1801    | Spanien |
| Rollo - Ascalon, Baresana, Biancone, Bratkovina, Bruciapagliaio, Cappello, Cappellon, Cappelon, Carcamanu, Carcamulu, Corcesco, Cortinese |      |      | WWT     | ITA     | V.Vi. |                                                              |       | 15      | Italien |
| Rombola - Rombola Red, Livornese Bianca |      |      | RWT     | GRC     | V.Vi. |                                                              |       | 5       | Griechenland |
| Rome |      |      | RWT, TT | ESP     | V.Vi. |                                                              |       | 297     | Spanien |
| Romeiko - Mavroromeiko, Loïssima, Loussima |      |      | RWT     | GRC     | V.Vi. | Ladikino × Verdeca                                           |       | 1597    | Griechenland |
| Romorantin - Blanc de Villefranche, Bury, Dameri |      |      | WWT     | FRA     | V.Vi. | Pinot Teinturier × Heunisch Weiss                            |       | 69      | Frankreich |
| Rondinella - Nessuno Conosciuto |      |      | RWT     | ITA     | V.Vi. |                                                              |       | 2.684   | Brasilien, Italien, Argentinien |
| Rondo |      |      | RWT, TT | DEU     | V.Vi. | Zarya Severa × Saint Laurent                                 | 1964  | 51      | Deutschland, Vereinigtes Königreich, Rumänien |
| Roobernet |      |      | RWT     |         | V.Vi. | Cabernet Sauvignon × Alicante Henri Bouschet                 |       | 269     | Südafrika |
| Rosa - (Ppfm) × Tc 15/3 |      |      | RWT     | SVK     | V.Vi. | Picpoul × Frankovka Modra × Gewürztraminer                   | 1951  | 1       | Peru |
| Rosciola - Rosciola Rose |      |      | WWT     |         | V.Vi. |                                                              |       | 1       | Italien |
| Rosenmuskateller - Tamjanika, Moscita Rosa, Moscato Rosa, Moschato, Muskat Ruza Crni, Moscato Rosado, |      |      | RWT     | ITA     | V.Vi. |                                                              |       | 81      | Brasilien, Italien, Kroatien |
| Rosette - Seibel 1000, Roussanne du Var |      |      | RWT     | FRA     | I. C. | Vitis Rupestris Scheele × Munson                             |       |         | |
| Rosina - Roussanne Du Var |      |      | TT      | DEU     | I. C. | Solaris × Muscat Bleu                                        | 1990  | 1       | Rumänien |
| Rossese Bianco |      |      | WWT     | ITA     | V.Vi. |                                                              |       | 5       | Italien |
| Rossese - Rosseis, Rossese di Ventimiglia, Rossese di Dolceacqua |      |      | RWT     | ITA     | V.Vi. |                                                              |       | 164     | Italien |
| Rossignola - Grapello, Gropello, Pulcella, Rossetta, Rossetta del Lago, Rossignola Della Valle, Rossignola Della Valle Pulicella, Rossignola di Montagna |      |      | RWT     | ITA     | V.Vi. |                                                              |       | 49      | Italien |
| Rossola Nera - Rossolino Nero |      |      | RWT     | ITA     | V.Vi. |                                                              |       | 29      | Italien |
| Rotberger |      |      | RWT, TT | DEU     | V.Vi. | Schiava Grossa × Riesling Weiss                              | 1928  | 11      | Deutschland, Kanada |
| Roter Urban - Calebstraube, Süßwälscher, Süsswelscher, Urban Rot |      |      | WWT, TT | DEU     | V.Vi. |                                                              |       |         | |
| Rotgipfler - Cervenošpicák, Reifler, Rotreifler, Rotstreifler, Sladki Zelenac, Vöröshegyü, Zelen Und Zelenac |      |      | WWT     | AUT     | V.Vi. | Savagnin = Traminer × Veltliner Rot                          |       | 105     | Österreich |
| Roublot - Aubanne, César Blanc, César Femelle, Haubanne |      |      | WWT     | FRA     | V.Vi. | Pinot × Heunisch Weiss                                       |       |         | |
| Rougeon - Seibel 5898 |      |      | RWT     | FRA     | I. C. | Munson × Seibel 3015                                         |       | 42      | USA |
| Rouge du Pays - Alter Walliser Rot, Completer, Cornalin, Cornalin du Valais, Gros Rouge du Zahlt, Landroter, Petit Rouge du Valais, Rouge du Valais, Savoyertraube Blau, Vieux Rouge du Valais, Walliser Landroter                                                                               |      |      | RWT     | CHE     | V.Vi. | Mayolet × Petit-Rouge                                        |       | 136     | Schweiz |
| Roussanne - Barbin, Bergeron, Courtoisie, Fromental |      |      | WWT, TT | FRA     | V.Vi. |                                                              |       | 2.137   | Chile, Frankreich, Italien, USA, Uruguay, Südafrika, Australien, Kanada, Neuseeland |
| Roussette d’Ayze |      |      | WWT     | FRA     | V.Vi. | Altesse × Heunisch Weiss                                     |       | 1       | Frankreich |
| Roussin de Morgex - Roussi |      |      | WWT     | CHE     | V.Vi. |                                                              |       |         | |
| Roussin - Rousi, Roussi |      |      | RWT     | ITA     | V.Vi. | Cornalin Du Valais × Unbekannte Sorte                        |       | 2       | Italien |
| Rovello Bianco - Roviello Bianco |      |      | WWT     | ITA     | V.Vi. |                                                              |       | 1       | Italien |
| Roxo Flor - Roxo de Vila Flor, Roxo Flor |      |      | WWT     | PRT     | V.Vi. |                                                              |       | 0       | Portugal |
| Roxo Rei |      |      | WWT     | PRT     | V.Vi. |                                                              |       | 0       | Portugal |
| Royalty - California S 26 Oder Royalti |      |      | RWT, TT | USA     | I. C. | Alicante Ganzin × Trousseau                                  | 1938  | 93      | USA |
| Roz de Minis |      |      | WWT     | ROU     | V.Vi. |                                                              |       | 7       | Rumänien |
| Rozalia - Rozalia, Rozalia |      |      | WWT     |         | V.Vi. |                                                              |       | 2       | Ungarn |
| Rozsakoe |      |      | WWT     | HUN     |       | Keknyelü × Budai Zoeld                                       | 1957  | 17      | Ungarn |
| Roal - Rual, Rocia, Rual Verreira |      |      |         | WWT, TT | POT   |                                                              |       | 1       | Portugal |
| Rubea |      |      | RWT     | BRA     | V.Vi. | Niagara Red × Ives                                           | 1965  | 181     | Brasilien |
| Rubilande |      |      | WWT, TT | FRA     | I. C. | Bienvenu × Roi Des Noirs                                     |       | 7       | Frankreich |
| Rubin Golodrigi - Ruby of Golodryga |      |      | WWT     | RUS     | I. C. | Rubinovyi Magaracha × Magarach 6-68-27                       | 1974  | 82      | Russische Föderation |
| Rubin Tairovsky - Rubin Tairovski |      | 15   | RWT     | UKR     | I. C. | Odessky Ustoichivy (Babeasca Neagra × Rupestris) × Varousset | 1964  | 5       | Moldawien |
| Rubinet - Rubyred, Rubin Tairovski |      |      | RWT     | CZE     | V.Vi. | (Revolta × Alibernet) × Andre                                |       | 15      | |
| Rubintos |      |      | RWT     | HUN     | V.Vi. | Kadarka × Blaufränkisch                                      | 1951  | 13      | Ungarn |
| Rubired |      |      | RWT, TT | USA     | I. C. | Alicante Ganzin × Tinto Cão                                  | 1938  | 4.916   | USA |
| Ruby |      |      | RWT     | USA     | I. C. | Elvira × Brighton                                            | 1890  | 9       | Kasachstan |
| Ruby Cabernet - Rubi Kaberne, Roubi Cabernet, Rubi Cabernet |      |      | RWT, TT | USA     | V.Vi. | Carignan noir × Cabernet Sauvignon                           | 1936  | 5.309   | Spanien, Brasilien, USA, Argentinien, Uruguay, Südafrika, Australien, China |
| Ruché - Rochè, Rouche, Rouchet, Ruchè |      |      | RWT     | ITA     | V.Vi. |                                                              |       | 100     | Italien |
| Rufete - Penamacor, Pennamaior, Pinot Aigre, Preto Rifete, Rifete, Riffete, Rofete |      |      | RWT     | PRT     | V.Vi. | Perepinhao Portalegre × Tinta                                |       | 1.859   | Spanien, Portugal |
| Ruggine |      |      | WWT     |         | V.Vi. |                                                              |       | 1       | Italien |
| Ruling - Weinsberg S 385 |      |      | WWT     | GER     | V.Vi. | Pinot Gris × Riesling Weiss                                  | 1955  |         | |
| Rumeni Plavec - Plavac Zuti, Plavez Gelber |      |      | WWT, TT | SOL     |       |                                                              |       | 13      | Kroatien |